# Golpe de 11 de Março de 1975

Paraquedistas e civis, nas imediações da base do RALIS / RAL-1, durante os acontecimentos do 11 de março.

O Golpe ou Intentona de 11 de Março de 1975 foi uma tentativa de golpe de estado dirigida por António de Spínola. Precedida pela manifestação da "maioria silenciosa". Rumorejada sucessivamente, terá sido finalmente desencadeada pela crença de Spínola de que a extrema-esquerda estava prestes a levar a cabo uma série de assassinatos, na suposta "Operação Matança da Páscoa". Resultou no exílio de Spínola, e instiga o tumultuoso Verão Quente.

## Breviário

### Antecedentes
Ao longo de 1974, após a revolução de Abril, as forças políticas de direita então democrática são lideradas por António de Spínola. Este, desistindo em julho da federalização de Portugal colonial, procurava ainda assim que Portugal liderasse uma organização supranacional que incluiria as antigas colónias, e que se garantisse preservação dos interesses e entidades nacionais nestas.
Esta posição vê-se oposta pelos apologistas do retirar incondicional de forças, da descolonização total e imediata, incluindo aderentes aos dogmas marxistas que cada vez mais protagonizam o Processo Revolucionário Em Curso (PREC), principalmente os membros do Movimento das Forças Armadas (MFA) que viriam a ser chamados "militares vermelhos", concedendo o seu apoio aos partidos totalitaristas marxistas africanos que estavam a consolidar controlo dos territórios recém-independentes, chegando os portugueses do MFA até a posicionar-se contra as organizações de nativos oposicionistas, ajudando na sua supressão. Sob os novos regimes africanos em consolidação, os populares portugueses e os autóctones, que são apoiantes do antigo regime ou pertencentes a facções opostas, algumas democráticas que desejam maior ligação ao Portugal, verificam ter uma permanência atribuladamente precária, com crescentes conflictos, perseguições políticas e exclusões dos processos transicionários na forma de violência, exílios, prisões e mesmo mortes.
Ao contrário do explícito no programa do MFA apresentado na revolução de 25 de Abril, o institucionalizado MFA já não planeava antecipar as eleições nas quais a "questão do ultramar" pudesse ser alvo de escrutínio eleitoral, eleições às quais o ainda popular Spínola planearia candidatar-se. O MFA tampouco desejava fazer valer a integridade dos termos transicionários e garantias aos portugueses em África que vinham a ser explícitos nos tratados de independência, já que tal implicaria esforços de contenção da rápida consolidação de poder dos novos regimes africanos até que um governo português eleito podesse deliberar. O que levaria a constante fricção do grosso do MFA com o presidente que desejava fazer valer as suas promessas às oposições locais, a sua visão lusista e pluralista de independência dos territórios. A despeito dos desejos dos spinolistas, muitos nas forças armadas não estão dispostos a prolongar a sua presença em África e um crescente número de militares apoia mesmo os movimentos pró-soviéticos. Exauridos ao fim de treze anos de guerra infrutífera, as intenções de Spínola soam-lhes demasiado à propaganda salazarista que em tempos este ajudou a compor, retórica que não havia trazido fim à guerra.
Em Portugal, verifica-se também crescente ostracização da direita política e o extremar de posições. Spínola, temente de igual processo ao que se verifica nas colónias, às mãos dos seus novos senhores africanos ajudados pelo PCP e militares vermelhos, e vendo a perseguição dos seus próprios aliados políticos em África, reage tentando concentrar poderes presidenciais, procurando para isso apoio popular.
Após a supressão da manifestação da "maioria silenciosa", com a qual pretenderia reforçar os poderes da Presidência e assim aplicar restrições de direitos civis que empurrassem a crescente extrema-esquerda de volta para a clandestinidade a que havia estado condenada no fascismo, Spínola afasta-se do poder e do MFA em 30 de setembro de 74.
Verifica-se a supressão de certas forças conservadoras, dos remanescentes saudosistas do antigo regime, mas crescentemente também dos democratas. A crescente exclusão da vida política instiga o seu radicalizar; observam com desgosto várias instituições da sociedade civil, em particular o próprio governo do MFA, inflectirem-se ao ideário marxista revolucionário.
Os membros da OTAN, em especial os EUA, a par da Espanha franquista, acompanham os desenvolvimentos em Portugal com manifesta preocupação.
Em sequência à pública insatisfação de caudilhos conservadores como Spínola, Kaúlza e Galvão de Melo, e à criação de grupos de restauração fascista como o Exército de Libertação de Portugal (ELP), surgem rumores de planeados golpes de estado entre as inteligências de vários estados que acompanham os desenvolvimentos portugueses, sendo o governo do MFA sucessivamente avisado. Identifica-se a Base Aérea de Tancos como sendo o mais provável centro de operações golpista.
Em março de 75, Spínola, já conspirando, é informado da suposta "Operação Matança de Páscoa", alegadamente apoiada pelo Bloco Soviético, que visaria eliminar chefias das principais forças opostas aos simpatizantes deste bloco via centenas de assassinatos, alinhando-se com as mais catastróficas previsões de Spínola. Sem demoras, põe em marcha o golpe, e dirige-se incógnito a Tancos.

### A tentativa de golpe
A 11 de março, liderados por Spínola, aeronaves e paraquedistas atacam a base do Regimento de Artilharia de Lisboa (RALIS, antigo Regimento de Artilharia Ligeira n°1 - RAL-1) e tentam tomar o controlo operacional da base aérea de Monte Real, estando planeado o ataque prosseguir em seguida para outras posições estratégicas do governo e sociedade civil. Os golpistas incluiam membros e ex-membros da Guarda Nacional Republicana (GNR) e da Polícia de Segurança Pública (PSP), a sua missão focada em tomar postos policiais, logísticos e de comunicação.
Várias unidades militares nas quais Spínola contava não aderem ao golpe. Os defensores rechaçam os golpistas em várias frentes e chegam ao RAL-1 reforços do MFA e populares, por ele armados, que tomam o lado dos defensores, dos quais morrerá um soldado.
Gera-se um impasse desfavorável à ofensiva, que resulta eventualmente na rendição do grosso dos golpistas, e fuga de alguns, incluindo Spínola, via Espanha franquista, ao fim de cerca de 8 horas desde o início da intentona.

### Consequentes
Verifica-se imediata e crescente desestabilidade política, com os mais extremos opositores do radicalizado Spínola a capitalizarem da sua queda e exílio, em particular Otelo de Carvalho e Vasco Gonçalves.
A rejeição popular de um golpe spinolista, contra o demais MFA que havia liderado a Revolução de Abril, leva a uma antagonização da direita política, incluindo militares presumivelmente associados a Spínola. Chega a haver breve discussão de fuzilamento dos revoltosos de 11 de Março, contraposta com sucesso pelos moderados, que se vêem inicialmente assoberbados pelo avivar de fervor revolucionário e de preocupações de segurança do novo regime. O MFA divulga a necessidade de "saneamento" das forças armadas. Políticas de nacionalização da Banca e expropriação de recursos e sectores produtivos são sumariamente aprovadas, e industriais potencialmente problemáticos presos.
Os moderados fazem, no entanto, preservar os planos para eleições democráticas. As eleições constituintes resultantes definem que a criação da constituição fica sobretudo a cargo do Partido Socialista (PS) e Partido Popular Democrático (PPD).
A hostilidade para com a direita política tem cúmulo em actos de violência como manifestações destrutivas, supressão partidária e mesmo detenções ilegais e tortura. Do exílio, Spínola estabelece o terrorista Movimento Democrático de Libertação de Portugal (MDLP). Organizações radicais, de lados opostos do espectro político, fustigam crescentemente a sociedade civil.
Os EUA, que haviam sido acusados de planear um golpe em Portugal ainda antes da antecipada intentona de Spínola, são antagonizados pela extrema-esquerda, empoderada pela queda auto-infligida de Spínola e das suas ideias políticas. A Espanha franquista começa a defender perante membros da OTAN a necessidade de intervenção militar em Portugal para prevenir um socialismo autocrático alinhado com o bloco da União Soviética, ideia apoiada por certos elementos estado-unidenses.
Nos Açores, os EUA observam com interesse cauteloso o movimento independentista regional, preocupados com a sua base estratégica nas Lajes. Spínola declara o seu apoio aos independentistas, contra a consolidação do controlo dos comunistas portugueses.
Nas instituições políticas, as forças que ficam defrontam-se. Registra-se crescente caos governativo. A descolonização é posta em marcha a todo o vapor.
Seguir-se-á o Verão Quente.

## Cronologia

### Setembro de 1974
- 28 de Setembro de 1974 - É frustrada uma manifestação, designada por maioria silenciosa, contra as forças comunistas instaladas no país, com o intuito de fazer o povo português "despertar" e "se defender activamente dos totalitarismos extremistas". Entre os organizadores contam-se membros do Partido do Progresso (PP), Partido da Democracia Cristã (PDC) e Partido Liberal (PL), assim como futuros notórios do ELP como Francisco Van Uden.[7] Spínola planeava, com o eventual sucesso da manifestação, propor ao Conselho de Estado a instauração de “um regime transitório de excepção”, de dois anos, que colocaria alguns dos principais direitos e liberdades em “suspensão parcial”, e que incluiria a planeada ilegalização de partidos de extrema-esquerda.[14][15] Os trabalhadores do então Banco Espírito Santo e Comercial de Lisboa denunciam “os apoios dados" à extrema-direita Movimento de Acção Portuguesa (MAP) e PL, incluindo material usado na manifestação. Segue-se a ilegalização dos partidos PP e PL. Para lidar com a manifestação, e membros do regime fascista por processar judicialmente, "suspeitos de implicação num golpe contrarrevolucionário", foram aumentados os poderes do Comando Operacional do Continente (COPCON).[nota 3][16][17][18][7]
- 29 de Setembro de 1974 - Perante a perspectiva de consolidação do poder dos militares vermelhos e do PCP, Spínola equaciona criar um governo no exílio, ou pedir intervenção militar à OTAN e a Espanha.[19][20] Chega a sondar Franco em relação a um possível exílio em Espanha, mas este negar-lho-á.[14]

- 30 de Setembro de 1974 - O General António de Spínola demite-se do cargo de Presidente da República.[21] Declara lugubremente "O meu sentido de lealdade inibe-me de trair o povo a que pertenço e para o qual, sob a bandeira de uma falsa liberdade, estão preparando novas formas de escravidão".[22][23] Conciliatório, Costa Gomes tece tanto gentilezas ao presidente demissionário quanto a Vasco Gonçalves, que re-empossado refaz governo.[24] É notória a exclusão de Sanches Osório, da ala militar spinolista e líder do Partido da Democracia Cristã (PDC).[25][26] Diogo Neto, Silvério Marques e Galvão de Melo são excluídos da Junta de Salvação Nacional (JSN).[7]

### Outubro de 1974
- 12 de Outubro de 1974 - É constituído um "governo" no exílio constituído por figuras ligadas ao anterior regime, e à manifestação da "Maioria Silenciosa".[7]
- 15 de Outubro de 1974 - Partidos manifestam-se contra a reacção e a onda de boatos sobre um golpe de direita. Ao mesmo tempo, em Angola denunciam-se "manobras neocolonialistas" contra o Movimento Popular de Libertação de Angola (MPLA) e Rosa Coutinho. Portugal firma finalmente acordo de cessar-fogo com a Frente Nacional de Libertação de Angola (FNLA).[27]
- 19 de Outubro de 1974 - O Ministro da Coordenação Interterritorial, Almeida Santos, voltando de uma visita a Timor-Leste, declara que "Timor optará pela manutenção de laços estreitos com Portugal, e Macau quer continuar a ser administrado pelos Portugueses", em contraste com os territórios africanos.[7]
- 23 de Outubro de 1974 - O MFA em Angola declara ter neutralizado um golpe chefiado por Pompílio da Cruz, da Frente de Resistência Angolana (FRA), grupo de minoria portuguesa.[28]

### Novembro de 1974
- 10 de Novembro de 1974 - Onda de violência em Luanda resulta em mais de 50 mortos.[29][nota 4] Ataque da Frente de Libertação do Enclave de Cabinda (FLEC) às forças portuguesas em Cabinda.[7]
- 15 de Novembro de 1974 - O general António de Spínola é passado à reserva.[7]

### Janeiro de 1975
- 4 de Janeiro de 1975 - Spínola quebra o seu silêncio público com uma entrevista no Expresso. Declara; "se o povo optar por um socialismo democrático", " apoiado em democracia económica", "teremos um Portugal renovado e livre."[30]
- 5 de Janeiro de 1975 - Os três maiores movimentos de independência angolana, com a notória exclusão da população de etnia portuguesa,[nota 5] assinam um acordo de entendimento, em que ficou estabelecido apresentarem-se numa única frente para negociar termos com Portugal. Resultaria no Acordo do Alvor, estabelecendo-se parâmetros para a partilha do poder. Almeida Santos comenta profeticamente que "aquilo não resultaria" e, depois de uma trégua de algumas semanas, os movimentos defrontam-se crescentemente até à Guerra Civil de Angola.[nota 6][37]
- 6 de Janeiro de 1975 - É fundado o Exército de Libertação de Portugal (ELP) a partir de ex-membros da PIDE/DGS, antiga polícia política, e ex-membros da Legião Portuguesa (LP), sobretudo em exílio na Espanha franquista.[7]
- Finais de Janeiro de 1975 - Espelhando o descontentamento de muitos oficiais das forças armadas, os oficiais da Escola Prática de Cavalaria de Santarém (EPC), de Salgueiro Maia, aprovam uma moção de desconfiança relativamente à Comissão Coordenadora do Programa do MFA, que seria subscrita por vários oficiais de outras unidades das Regiões Militares de Tomar e de Évora, criticando as políticas de sindicalismo que declaram deteriorar a hierarquia militar formal.[1]
- 30 de Janeiro de 1975 - A embaixada estado-unidense é contactada com o intuito de solicitar a ajuda dos EUA num golpe de Estado de direita, por um "indivíduo envolvido" no golpe que era "responsável e competente". Este facto é de imediato relatado pelo novo embaixador para Washington, ainda que não se soubesse "quem o apoiava e quais as suas hipóteses de sucesso".[38] O executivo estado-unidense de Ford discute a abordagem para com Portugal, entre moderados como Frank Carlucci e intervencionistas como Kissinger,[12] que declararia "50 por cento de possibilidade de perder" Portugal para o controlo comunista.[39] A OTAN envia um contingente naval para a foz do Tejo, na operação nomeada "Locked Gate" (Portão Fechado)[40][41]. Não muito longe do palácio de Belém, o porta-aviões Saratoga fundeia no Tejo.[42][43] Nesta altura, os EUA já terão um plano para, caso Portugal ficasse sob domínio comunista, caindo sob a influência soviética e retirando-se da OTAN, "estimular a independência”, e "tomar" os Açores, posição geo-política de suma importância para os EUA. A somar às preocupações, o acordo para a utilização estado-unidense da Base das Lajes tinha expirado antes do golpe militar de 1974, algo que vinham a tentar resolver com o novo administrativo português.[nota 7][39]

### Fevereiro de 1975
- 17 a 22 de Fevereiro de 1975:
  - Circulam rumores em Belém de que está em preparação um golpe da direita, com ataque aéreo ao quartel do RALIS / RAL-1, planeado para 1 de Março desse ano. Algumas fontes indicam que será "com largo apoio financeiro, com a cumplicidade oficiosa das autoridades espanholas e com grupos de elementos da ex-Legião Portuguesa (LP) e da ex-Direcção Geral de Segurança (DGS)", sendo indicado que o mais provável grupo executante seria o ELP[41], com a possível liderança como o "triunvirato Spínola-Kaúlza-Galvão de Melo". Essas informações incluíam reuniões realizadas em fevereiro em Espanha, envolvendo militantes do Partido do Progresso, o tenente-coronel Vasco Simas (que viria a participar na intentona), o oficial comando Alves Cardoso e o Tenente Coronel Gilberto Santos e Castro (que se havia ausentado das forças armadas após o 25 de Abril para lutar contra os movimentos de libertação, e viria a juntar-se ao MDLP).[45][46][47][1][48][nota 8] Declara-se que vários dos potenciais golpistas estariam sob vigilância.
  - Os spinolistas planeiam aproveitar a periodicidade semanal das reuniões do Conselho dos Vinte para sequestrar os seus elementos pró-comunistas, que deveriam ser aprisionados no palácio de Belém e forçados a renunciar às suas funções. O golpe palaciano deverá ser acompanhado pela tomada de controlo das principais unidades militares da Região Militar de Lisboa, capitalizando do clima generalizado de descontentamento entre os oficiais superiores. O objectivo é o restabelecimento da hierarquia nas Forças Armadas, a atribuição do governo a elementos civis e o controlo do Programa do MFA. Inicialmente programado para 20 de fevereiro, este golpe palaciano será adiado para o dia 17 de Março.[1]
- 26 de Fevereiro de 1975 - Nuno Câmara e José de Almeida (que viriam ser uns dos co-fundadores do movimento separatista açoriano Frente de Libertação dos Açores (FLA) que, desde o 25 de Abril, se consolidava, em reacção ao PREC), solicitam aos EUA “assistência técnica e financeira e o reconhecimento da independência dos Açores quando fosse proclamada”.[39]

### Março de 1975
- 3 de Março de 1975 - O diário A Capital transcreve um artigo da revista “marxista-leninista” alemã ocidental Extra, segundo o qual "a CIA" planeava um "golpe em Portugal ainda antes do fim de Março" com o objectivo de promover a "guerra civil" e "a eliminação ou o rapto de Otelo Saraiva de Carvalho". A República Federal Alemã (RFA) estaria "a colaborar" com a Agência Central de Inteligência dos Estados Unidos (CIA) e Frank Carlucci. Os visados desmentem prontamente.[13]
- 6 de Março de 1976 - A revista francesa Témoignage Chrétien[nota 9] declara que Spínola tinha recebido luz verde do embaixador dos EUA para preparar um golpe de Estado. Em contraste, Frank Carlucci envia para Washington uma avaliação num tom moderadamente optimista; declara que, mesmo considerando que "uma tentativa de golpe da direita" era "uma possibilidade real", acrescenta que ele não tinha "muitas hipóteses de sucesso", e que "mesmo se ele for bem sucedido em derrubar a actual liderança do MFA, a direita terá dificuldades em governar o país no longo prazo".[13][49] No mesmo dia, Costa Neves relataria que, perante um alarme falso e prematuro de eclosão do golpe após um jantar com o general Galvão de Melo, um diplomata brasileiro e um funcionário da Embaixada alemã, este último revelara a sua expectativa de uma saída dos paraquedistas e da Escola Prática de Cavalaria.[50]
- 7 de Março de 1975 - Reunião sigilosa de Spínola com militares, ex-militares e outros civis. Os de experiência militar organizam-se em corpos numa estrutura de "comandos" e criam-se pseudónimos de código. Os civis, incluindo oficiais da PSP, são organizados numa estrutura que "estava pronta a colaborar no que fosse preciso", designadamente na eventualidade de uma resposta a um eventual "esquema de violência terrorista".[51] O major Hoschedorn, da RFA, informa o major Pedro Cardoso, do Estado Maior, que se prepara um golpe em Tancos.[1]
- 8 de Março de 1975 - Posições dos spinolistas no MFA vêem-se consolidadas pelas eleições da Assembleia do MFA de Freire Damião e Soares Monge em detrimento de Melo Antunes, Franco Charais e Otelo de Carvalho.[49][52][nota 10]

- 9 de Março de 1975 - Spínola é informado por oficiais amigos sobre a Operação Matança da Páscoa, um alegado plano do Partido Comunista Português e dos militares mais radicais do Comando Operacional do Continente (COPCON) e da 5ª Divisão do Estado-Maior-General das Forças Armadas (EMGFA), apoiados pela União Soviética e seus aliados, para realizar uma campanha de assassinatos políticos, onde Spínola e os seus apoiantes constavam como alvos, no acto de um golpe de Estado.[21] Consideram que estão em causa as eleições de 12 de abril, perante o risco de uma tomada de poder violenta.[54]

- 10 de Março de 1975 - Jorge Campinos declara em visita à RFA que "os socialistas portugueses, de acordo com o actual presidente Costa Gomes, pensam ser possível a substituição do Primeiro Ministro Vasco Gonçalves ainda antes da eleições. Para, com Costa Gomes ou até Spínola como presidente, poderem ter, depois das eleições, uma participação ainda mais activa nas decisões políticas".[55] Spínola parte da sua quinta em Massamá, onde estariam destacados GNR,[56] disfarçado com barbas postiças, na companhia da esposa, a caminho da Base Aérea de Tancos, comandada pelo Coronel Moura dos Santos, reunindo-se com o Regimento de Paraquedistas, comandado pelo coronel Rafael Durão.[21] Os conspirantes constatam que não existia ainda um plano de operações com ordens de serviço, nem era certo quais unidades militares iriam participar. Alguns oficiais manifestam a vontade de se retirar, mas são dissuadidos. Os adidos de Spínola contactam diversos outros comandantes à procura de garantir adesão ao golpe.

#### O Dia do Golpe
- 11 de Março de 1975:[57][58][59]
  - 9h00 - A principal força que iria desencadear o golpe estava pronta na pista de Tancos.[57]
  - 10h45 - Pára-arranca:
    - Em Santarém, verifica-se o primeiro contratempo do dia. Na noite anterior, o comandante da Região Militar de Tomar brigadeiro Morais, que havia comandado a Escola Prática de Cavalaria até janeiro de 1974, contactara o actual comandante daquela unidade, coronel Morgado, tendo obtido a garantia da adesão da unidade, que deveria apoiar os paraquedistas em Tancos e neutralizar outros focos de resistência em Lisboa. Os carros estão preparados para a saída. Mas, ao abordar os seus homens nessa manhã, chegando a declarar ter ordens do próprio Presidente da República para avançarem armados para Lisboa, o coronel não consegue a sua mobilização. Salgueiro Maia destaca-se entre aqueles que se negam a aderir ao golpe, e os prometidos carros-blindados da EPC não saem do quartel.[nota 11][60]
    - Em Tancos, os aviões T-6 estão divididos em quatro parelhas, e o primeiro par descola. Só este irá armado, sendo as restantes aeronaves para intimidação.

  - 11h00 - O aliciamento de agentes para o golpe encontra mais entraves:[1]
    - O Tenente-coronel Almeida Bruno dirige-se ao comandante do Batalhão de Comandos na Amadora, o coronel Jaime Neves, comunicando-lhe o ataque iminente ao RAL-1 e atribuindo-lhe as missões de ocupação da Ponte 25 de Abril e das instalações do Rádio Clube Português e bloqueio a qualquer movimento de tropas do Regimento de Infantaria Operacional de Queluz, mas o interpelado decide não participar no golpe depois de saber que a Escola Prática de Cavalaria não se envolveria, e entra em contacto com o COPCON.[nota 12]
    - No Regimento de Cavalaria 7, na Ajuda, o coronel Alberto Ferreira[nota 13] é informado de igual modo por Soares Monge e Picão de Abreu, tendo-se no entanto recusado a participar no golpe até que a situação se clarificasse.
    - O major Morais Jorge e os tenentes-coronéis Vasco Simas e Carlos Simas procuram também aliciar o major Andrade Moura, segundo-comandante do Regimento de Cavalaria 3, em Estremoz, comunicando-lhe a iminência de um golpe militar por antecipação a uma "matança da Páscoa", igualmente sem sucesso.
    - O tenente-coronel Quintanilha e o coronel Amaral chegam à base de Monte Real, vindos de Tancos, e solicitam ao seu comandante coronel Naia Velhinho a saída de aviões F-86 para efetuar voos de intimidação sobre Lisboa, que está a decorrer uma operação para "repor a pureza do espírito do 25 de Abril". Estes aviões já estavam preparados para levantar voo por ordem do coronel Proença e do próprio General Mendes Dias (então Chefe de Estado-Maior da Força Aérea)[nota 14], mas o comandante da base não autoriza a sua partida imediata.[30]

  - 11h45 - Ataque: Dois aviões T-6, pilotados pelo major Neto Portugal[62][nota 15] e segundo-sargento Moreira, e quatro helicópteros, incluindo 2 Alouette III helicanhão de ataque, sob comando do General Spínola, sobrevoam e atacam o quartel do RAL-1, a comando do tenente-coronel Leal de Almeida,[57][30] perto do Aeroporto de Lisboa, com rajadas de metralhadora, foguetes ar-terra anti-pessoal SNEB e granadas de helicanhão. Começam a registrar-se feridos. Os defensores, liderados pelo sub-comandante do RAL-1 major Diniz de Almeida,[64][65][66] procedem à ocupação quase imediata de três torreões de 10 andares, situados em frente ao quartel, o que permite detectar e rechaçar os 40 paraquedistas comandados pelo capitão Sebastião Augusto Martins e Major Mensurado, que têm a missão de tomar o quartel. Estava planeada a consolidação do ataque por um Corpo de Tropas Paraquedistas, unidade de 120 paraquedistas, transportados por 3 Nord-Atlas até Aeroporto de Portela, para seguirem para a base do RAL-1 na Encarnação, mas o impasse do ataque inicial viria a frustrar este desenvolvimento. Outros alvos planeados seria o Forte do Alto do Duque, então quartel-general do COPCON, a sede da Intersindical, entre outros.[1][30]
  - 12h00: 
    - No Quartel do Carmo, "levados ao engano" pelas declarações de que na Operação "Matança da Páscoa" "os elementos da GNR seriam eliminados na sua quase totalidade", oficiais da GNR e outros ex-GNR comandados pelos general Freire Damião e major Rosa Garoupa, prendem o Comandante Geral da GNR Pinto Ferreira e outros militares fiéis ao MFA.[56][30]
    - Civis começam a acorrer ao RAL-1 e a serem armados pelas forças armadas defensoras.[67]

  - 13h00: 
    - Civis armados, comandados por dois militares e transportados por dois helicópteros, atacam o emissor do Rádio Clube Português em Porto Alto, interrompendo a sua emissão.[55][30]
    - Cessar-fogo no RAL-1. O major Mensurado dirige-se ao COPCON para dialogar. Pouco depois, os sitiantes e os sitiados começam a confraternizar.[nota 16]
    - Spínola contacta Jaime Neves, que nega de novo aderir ao golpe, e também Ricardo Durão, 2º comandante da EPC, e irmão de Rafael Durão que participa no golpe.

  - 13h22: Na base de Monte Real, o comandante da base finalmente dá autorização a duas parelhas de F-86 para a sua missão de intimidação. Sobrevoam a base do RAL-1, a Avenida da Liberdade e o Forte do Alto do Duque. Neste último, recebem fogo dos defensores, sem danos reportados.[1][30][nota 17]
  - 13h30: Membros da GNR, em 5 moto-blindados Shorland, tentam ocupar de igual modo a antena da Rádio e Televisão Portuguesa (RTP) em Monsanto, mas foram prevenidos por forças do COPCON. O major Rosa Garoupa telefona ao major Casanova Ferreira, comandante da PSP de Lisboa, solicitando-lhe que ocupasse as instalações da Rádio Renascença, o que também não se concretizou, apesar da adesão deste ao golpe.
  - 14h35: O Tenente-Coronel Quintanilha, que se havia ausentado da base de Monte Real para Tancos ao ser frustrada a descolagem imediata dos F-86, regressa com aviões Aviocar que transportavam 25 paraquedistas, que não chegam a aterrar. Quintanilha ameaça que os paraquedistas ocupariam a base caso se verificasse hostilidade aos propósitos das suas ordens superiores. Sargentos da base tentam então prendê-lo, mas este retira-se de helicóptero.[1][30]
  - 14h40: Tendo-se deslocado de helicóptero à EPC, o brigadeiro Morais convence o tenente-coronel Ricardo Durão e Salgueiro Maia a virem a Tancos para dialogar com António de Spínola. Este último revela então a sua crença que as unidades nas quais contava haviam mormente aderido ao golpe, vindo a ser desiludido.[1] Segundo Salgueiro Maia, no encontro Spínola ter-lhe-á primeiramente perguntado porque não tinham ainda chegado a Lisboa.[60]
  - 14h45 - Os golpistas continuam desafiadores, mas sem resultados: 
    - A Emissora Nacional transmite o primeiro comunicado do gabinete do Primeiro-Ministro: "A aliança entre o Povo e as Forças Armadas demonstrará, agora como sempre, que a revolução do PREC é irreversível."[55] Em resposta, sai de Tancos um helicóptero incumbido de destruir a antena da EN, que não chega a findar missão.
    - Saem dois pelotões do Batalhão de Infantaria n.º 1 da GNR com a missão de controlarem, respectivamente, o centro logístico do exército em Santa Clara e instalações da GNR na Graça, falhando ante a oposição dos serviços de segurança das instalações.[59][30]

  - 15h00: Soldados da base de Tancos rebelam-se contra os seus oficiais golpistas e arrombam algumas das viaturas spinolistas, das quais retiram armamento, sobretudo pistolas-metralhadoras. Uma companhia de paraquedistas comandada pelos capitães Albuquerque Pinto e Valente dos Santos é destacada para lidar com o contratempo, mas um grupo de soldados e milicianos ainda assim cerca os conspiradores no seu Centro de Operações em Tancos, onde os generais Lemos Ferreira e Sacramento Marques (enviados pelo CEMFA e pelo Estado Maior do Exército), se encontram com Spínola, a negociar a sua rendição. Salgueiro Maia e Ricardo Durão passam pelo cordão de soldados cercantes. Salgueiro Maia dissuade-os de agir contra os perigosos fuzileiros cercados spinolistas, e os dois oficiais juntam-se no Centro de Operações ao diálogo.[60] Spínola e seus apoiantes dirigem-se então a meios de fuga.[21] Com os seus pilotos ainda alheios aos últimos desenvolvimentos, aeronaves T-6 em missão de apoiar o golpe continuam a descolar.
  - 16h00: Falece o soldado Joaquim Carvalho Luís devido aos ferimentos causados pelos atacantes. Constam outros 14 feridos.[30][71] Do lado atacante, um dos helicópteros foi alvejado, resultando daí um piloto, Alferes Miliciano Chinita de Mira, e um paraquedista feridos.[1][59]
  - 16h20: O General Spínola escapa num grupo de 4 helicópteros Alouette IlI para a Base Aérea de Talavera La Real, em Espanha, em conjunto com a sua família e outros, como Mira Godinho[72], Rebordão de Brito[73], etcétera.[57][30][74] Outros, como Alpoim Calvão, escapam de carro rumo à fronteira, para serem recebidos pelo regime franquista, que contacta o governo brasileiro, no sentido de lhes procurar lá exílio político.[1][72]
  - 17h00 - Últimos irredentos:
    - No gabinete do General Mendes Dias, o diálogo entre os comandantes do RAL-1 e dos paraquedistas atacantes está em impasse. Chega um oficial enviado pelo brigadeiro Otelo Saraiva de Carvalho que declara ter instruções para prender o oficial paraquedista se ele decidir continuar as hostilidades. Face àquela ameaça, o major Mensurado rende-se finalmente, e consigo os demais revoltosos no RAL-1.[75]
    - Membros da GNR spinolistas, General Damião, Xavier de Brito, Rosa Garoupa e o tenente José Alberto Barros conseguem fugir e pedir asilo na embaixada da RFA.[59][76] Seguidamente, o General Pinto Ferreira aparece à janela do Carmo, já livre.

  - 19h00: A agência France Presse informa que Spínola, acompanhado da esposa e de 15 oficiais, chega à base aérea de Talavera La Real, em Badajoz.[55]
  - 20h00: Mensagem do Presidente da República Francisco da Costa Gomes em que dá a lista dos implicados naquela que intitula de "aventura reaccionária". Destitui Casanova Ferreira do comando da PSP de Lisboa.[77]
  - Cerca de 23h00 - Assembleia dos Duzentos extraordinária, que viria a ser chamada "Assembleia Selvagem": Aproximadamente 200 membros do MFA reúnem-se com o Presidente da República, general Costa Gomes, a Junta de Salvação Nacional e os membros militares do Governo, de duração de cerca de 8 horas e meia. Alguns soldados do RAL-1 pretendiam participar ainda armados. Nesta, os apelantes a fuzilamento sumário dos culposos do golpe, em particular os soldados do RAL-1 cujos porta-vozes eram o capitão Henrique Maurício[nota 18] e o major Diniz de Almeida, chegando mesmo a ser apoiados por Salgueiro Maia, são refreados pelos moderados como o capitão Cabral e Silva e major Costa Neves, apoiados por Rosa Coutinho, que lembram aos radicais presentes que nem a ditadura havia executado os responsáveis do fracassado Golpe das Caldas. Na voz do capitão-tenente Luís Costa Correia,[75] defendem também a execução planeada da eleição Constituinte, ainda que parte da assembleia a quisesse adiar, em particular os membros da V divisão, chefiados por Varela Gomes e Ramiro Correia, que entendiam ser contrárias à necessidade de "averiguar o papel desempenhado por cada partido, face ao perigo golpista". Outros receiam "perder por via eleitoralista o processo revolucionário", e pretendem que se assegure a tutela institucional do MFA para futuros governos. Defendem as eleições mesmo alguns gonçalvistas como Rosa Coutinho, que declara que seria “provocação” ao povo português não se cumprir com a palavra dada”. Em sequência de ataques a ele dirigidos nesta discussão, em particular de Varela Gomes, vir-se-ia a demitir o ministro Ministro da Administração Interna, Costa Braz.[78][79] São apresentadas evidências que Mário Soares saberia da intentona, e dá-se voz à necessidade de sua prisão, mas não são suficientemente convincentes para o comprometimento da sua participação nas eleições. Outra figura em igual situação é Ramalho Eanes.[80] Desta reunião, em que os gonçalvistas tomam a dianteira nas questões politico-económicas; decide-se sobre a nacionalização da Banca e dos Seguros, que abortaria o "Plano Melo Antunes" dos moderados, que havia sido aprovado a 4 de Março, e que limitaria a participação do Estado na economia bem aquém dos moldes marxistas[81]. Planeia-se uma reforma agrária assente na expropriação de grandes propriedades, e a cria-se o Conselho da Revolução, que substituirá tanto a Junta de Salvação Nacional (criada por Spínola na tutela militar do poder político), como o Conselho de Estado,[82] como o Conselho dos Vinte do MFA (sendo este último o "antecessor" do Conselho da Revolução, já que os seus vinte membros são mormente o que o virão a compor)[14][83], e que tem as funções adicionais de "vigilância do cumprimento do programa do MFA e das leis constitucionais" no processo de transição para a democracia.[22][49][72][84][85][86][50][70]

- 12 de Março de 1975 - Tensões escalam:
  - Inicia-se uma vaga de ocupações de empresas e propriedades contra os seus proprietários.[55] São presos certos industriais, como os líderes das famílias de Mello e Espírito Santo.[21][87][88]
  - Algumas sedes do CDS, como as do Porto[89][90] e de Esposende[91], são assaltadas e vandalizadas por manifestantes de extrema-esquerda. É suspenso o Partido do Progresso / Movimento Federalista Português (MFP-PP), de ideário spinolista.
  - Otelo de Carvalho declara que foi feito um pedido de prisão dos fugitivos ao governo espanhol. Um entrevistador pergunta-lhe conspirativamente se um "certo senhor ligado ao imperialismo internacional" que tem "agravado as crises portuguesas" e realizado "ataques frontais ao MFA", com veladas referências ao que teria "feito pelos países onde andou", deveria ser deixado actuar livre e "impunemente".[nota 19] Otelo concorda e declara que o governo deveria aconselhar Frank Carlucci a "abandonar o país, até para segurança pessoal", que não a poderia "garantir".[92][93]. Mais tarde, o governo viria a desculpar-se pelas afirmações de Otelo,[94] mas este confirmaria a sua sinceridade em conversa com o próprio embaixador. De seguida, relembrado pelo estado-unidense do seu dever de garantir a segurança pública, destacaria homens para a residência de Carlucci.[95]
  - A embaixada alemã, albergando os golpistas da GNR, mantém-se ameaçadoramente cercada por centenas de manifestantes, que ocasionalmente gritavam "Nazis" e "Fascistas". Pelas 16h30, ao sair da Embaixada, Fritz Caspari é forçosamente travado por uma “multidão em fúria”, que lhe revista o carro. Os militares do COPCON presentes não só não impedem o desacato diplomático, como mantém os passageiros do carro sob mira das suas pistolas-metralhadoras. Sobre o comportamento das tropas do COPCON, o governo viria em tom de desculpa confessar ao embaixador a sua incapacidade de garantir "a obediência das tropas".[96] Os golpistas que haviam pedido asilo na embaixada da RFA entregam-se finalmente às autoridades portuguesas. São transportados, por segurança, em carros-blindados, por uma passagem criada por um cordão de comandos e fuzileiros, por forma a fintarem os cerca de 500 manifestantes à porta da embaixada. Às suas famílias, é oferecida proteção na Alemanha Ocidental.[76]
  - Guardas militares do RAL-1, armados de fuzis G3, assassinam um civil, António Ramalho Fialho, que "não obedece a ordem de paragem", ferindo também Conceição Santos que o acompanhava na viatura. Terá ido ao RAL-1 averiguar os estragos, tendo feito um comentário de “provocação contra-revolucionária” que poria em dúvida a violência do ataque efectuado no dia anterior, o que geraria uma "multidão excitada e ameaçadora" chamando-o de fascista e que lhe "reclamava a morte", que se viria a concretizar em breve modo.[nota 20][18][55][98][99][100][101][102]
  - A EPC, é acusada em comunicado do COPCON de Otelo de Carvalho de ter um "lugar dúbio" "face à intentona (...) golpe reaccionário",[103] exigindo esclarecimentos. Os militares desta unidade esclarecem a sua rejeição desde o início de se juntar ao golpe. Os seus 1.º e 2.º comandantes são exonerados.[104]
  - Muito oficiais e alguns sargentos e praças protestam em Belém, Cova da Moura e ao Instituto de Altos Estudos da Defesa Nacional, reclamando perante o Conselho dos Vinte e demais órgãos do MFA que fossem tomadas medidas "verdadeiramente revolucionárias". Perante isto o Conselho dos Vinte encabeçado pelo Presidente decidiu efectuar a sua reunião alargada a todos estes militares, que se prolonga até às 8:45 do dia seguinte.[104]
- 13 de Março de 1975:
  - Zeca Afonso e Sérgio Godinho cantam para os militares do RAL-1.[105][106]
  - Uma nova esquadra naval da OTAN marca presença na costa portuguesa.[58]
  - A 5ª Divisão do EMGFA solicita aos populares que desfaçam as barricadas rodoviárias.[104]
- 14 de Março de 1975:
  - O General Spínola faz rumo ao exílio no Brasil, por via de Madrid, depois Buenos Aires, em conjunto com vários dos revoltosos.[107]
  - É instituído legalmente o Conselho da Revolução, que rapidamente aprova a nacionalização da banca, “a lei mais revolucionária que jamais foi promulgada neste país”, segundo o Presidente que se viu no encargo de a promulgar.[108] O sindicato de bancários de Lisboa, cujos membros socialistas tinham vindo a defender essa linha política,[38][7] e que às 11h do dia do golpe tinha com celeridade encerrado os bancos, denunciando a "tentativa desesperada" "fascista",[108] aplaude a medida numa manifestação na Baixa lisboeta.[109][110] São feitas excepções a certos bancos estrangeiros com filial sediada no país, um francês, um britânico e um brasileiro, às caixas económicas, e às de crédito agrícola mútuo.[111][nota 21]
- 17 de Março de 1975 - São suspensos o Partido da Democracia Cristã (PDC)[113], o Movimento Reorganizativo do Partido do Proletariado (MRPP), e a Aliança Operário-Camponesa (AOC), "pelo emprego da violência ou pelo incitamento e provocação ao seu uso" e pelo "comportamento antidemocrático" no PREC.[114][115] Não obstante, o MRPP continuaria a sua actividade de "perturbação da ordem pública".
- 21 de Março de 1975 - Por decisão do Conselho da Revolução, António de Spínola e outros 18 oficiais são expulsos das Forças Armadas.[116] Vítor Crespo exige com sucesso que ele mesmo, Melo Antunes e Vítor Alves, moderados afastados pelos gonçalvistas poucos dias antes, sejam re-incluídos no MFA.[49]
- 22 de Março de 1975 - Face ao empoderamento das facções à extrema-esquerda, Henry Kissinger defende duas vias; o apoio aos moderados ou uma "política de ostracização" para Portugal, contrária à posição de Carlucci.[49]

- 23 de Março de 1975 - O Exército Para a Libertação de Portugal (ELP) é denunciado pelo brigadeiro Eurico Corvacho (comandante da Região Militar Norte e representante do COPCON no Norte de Portugal, que havia "previsto" um golpe pelo ELP previamente ao 11 de Março[49], já no passado defendendo a tese que vários militares spinolistas pertenciam ao ELP) numa conferência de imprensa difundida em directo pela RTP, afirmando que "este tinha sido descoberto e que era uma organização fascista que visava espalhar o sangue e o luto no seio do povo português". As autoridades militares anunciam a detenção de doze indivíduos ligados ao ELP, cuja prisão ocorrera, de facto, em finais de fevereiro. Os serviços de informação tornam pública a notícia oportunamente, tentando fazer crer que ela vinha na sequência do fracassado golpe spinolista.[117] A mando da Região Militar Norte, viriam a ser presos também alguns outros militares, e "elementos do meio financeiro e industrial, detidos com base em acusações de trabalhadores" "acusados da prática de crimes contra a segurança externa e interina do Estado, mais concretamente, de pertencerem ou colaborarem com o ELP".[18]
- 26 de Março de 1975 - Vasco Gonçalves refaz governo. No novo administrativo, notam-se as ausências dos militares Vítor Alves e Melo Antunes, e de Maria Pintasilgo, que havia ajudado a delinear o Plano Melo Antunes.
- 27 de Março de 1975 - José Neves Cardoso, homem da confiança de Spínola, é exonerado do cargo de Comandante-Geral da PSP, na sequência da participação desta polícia no 11 de Março.[nota 22][118][119]

- 29 de Março de 1975 - O ELP (que frequentemente terá intitulado Spínola de "traidor")[120][121] em notícia divulgada pela imprensa, nega qualquer intervenção na Intentona de 11 de Março, mas afirma-se pronto a actuar em todo o território português contra o clima comunista que se tinha instalado no país.[117]
- (data incerta de) Março de 1975 - O então líder do governo franquista, Carlos Arias Navarro, procura apoio dos EUA no caso de decidir por uma invasão a Portugal, para combater a "crescente ameaça comunista".[122][123] Já o próprio Franco ter-se-á oposto, pois "qualquer intervenção estrangeira seria prejudicial para os moderados, porque uniria os portugueses contra quem os atacasse", algo que expressou ao presidente Ford, então acompanhado de Kissinger.[124][125][126]
- 31 de Março de 1975 - Desde a independência imersa em violência política para com ex-militares afro-portugueses (muitos sob ex-comando de Spínola[8]) e outros dissidentes, Bissau relata novas de uma alegada conspiração, entretanto abortada, que visava a eliminação de dirigentes máximos do PAIGC.[58]

### Abril de 1975
- 23 de Abril de 1975 - A Quinta da Torre Bela é ocupada por Otelo de Carvalho, Costa Martins (então Ministro do Trabalho gonçalvista) e Camilo Mortágua. É transformada numa cooperativa experimental, que inclui propósito de reabilitação social. Sintomático das vincadas divisões entre grupos de extrema-esquerda, o PCP, em plena campanha eleitoral, e que tinha expropriado semelhantemente várias propriedades, incluindo transformando várias quintas semelhantes em "Unidades Colectivas de Produção", não tem qualquer papel na ocupação.[127]
- 25 de Abril de 1975 - Realizam-se as eleições para a Assembleia Constituinte, com resultante vitória do Partido Socialista, seguido do Partido Popular Democrático.

### Maio de 1975
- 5 de Maio de 1975 - Do exílio, Spínola forma o Movimento Democrático de Libertação de Portugal (MDLP). Incorporará, a par de vários golpistas do 11 de março, vários ex-partidários de partidos banidos, em especial do spinolista MFP-PP, mas também do PDC, como o seu criador Sanches Osório.[128] O movimento declara sua missão "impedir a instauração de um regime comunista ou de ditadura militar-marxista em Portugal", alegando "traição aos princípios fundamentais do Programa do Movimento das Forças Armadas." Reflexo dos seus quadros religiosos e anti-comunistas, em referência aos lados beligerantes da guerra civil russa, viriam a declarar "urgente prepararmo-nos para desencadearmos por todo o Portugal uma CRUZADA BRANCA contra a opressão vermelha, contra o comunismo estrangeiro, usurpador, opressor e ateu!". Chegariam a ser fundeados por António de Champalimaud, antigo patrão e velho conhecido de Spínola.[129] Vir-se-iam a gabar da sua superioridade estratégica em relação ao ELP, ao terem "mais e melhores contactos com posições oficiais no governo".[130][50][nota 23]
- 15 de Maio de 1975 - No esforço de "saneamento" das forças armadas promovido pelo MFA[30] e a extrema-esquerda portuguesa, e face à crescente instabilidade socio-política, alguns oficiais vistos como "leais ao regime fascista" e a Spínola vêm sendo perseguidos[nota 24]. Na paranóia generalizada, mesmo Salgueiro Maia é acusado de apoiar os spinolistas no dia do golpe.[132] Recorrendo principalmente à invocação do Decreto nº 11990, vigente desde a ditadura militar de 1926, sobre "crime de associação de malfeitores", o COPCON continua o seu papel simultâneo de juiz e "polícia judiciária militar", tanto escrevendo como exercendo pedidos de captura, interdição de saída do País e de congelamento de contas bancárias[nota 25], aceitando-os do recém-criado Serviço Director e Coordenador da Informação (SDCI, efémero precursor do SIRP[134]), do Gabinete do Primeiro Ministro Vasco Gonçalves e do Gabinete do Almirante Rosa Coutinho.[18] Fora da esfera do governo, radicalizados pelo ataque de 11 de março, soldados do RAL-1 são frequentemente agentes deste "saneamento". O fuzileiro José Jaime Coelho da Silva e sua mulher Natércia são raptados e torturados, incluindo violência sexual sobre a prisioneira, interrogados relativamente a um eventual golpe de estado em Portugal e movimentos contra-revolucionários na Guiné-Bissau, ficando o soldado de seguida vários meses preso.
- 17 de Maio de 1975 - Outro soldado que havia combatido no palco da Guiné-Bissau sob Spínola, Marcelino da Mata, é raptado pelo MRPP de Saldanha Sanches, entregue a soldados do RAL-1 que o mantêm preso e torturado, interrogado quanto ao ELP e actividades conspiratórias contra o novo regime da Guiné-Bissau.[135][136][137] Ao ser libertado em outubro e já necessitando de tratamento médico, foge para Espanha, onde ficará até ao 25 de Novembro.
- 19 de Maio de 1975 - Separatismo açoriano ganha fôlego com a ascensão da extrema-esquerda portuguesa na liderança do PREC; a posição ambígua dos EUA, e a oposição de esquerdistas a ambos[39]. A disputa pela imprensa no continente:
  - O governador açoriano Borges Coutinho dá conta de que o FLA "divulga a ideia de que os Açores são colónias do continente e que é necessário a independência." Movimento conservador, ironicamente a sua retórica revolucionária espelha em grande medida os movimentos independentistas africanos. Em extremo contraste com os conservadores, Coutinho defende como solução a implementação de medidas radicais socialistas, a "aplicação urgente da Reforma Agrária", "adoção do preço único para todos os bens” e atribuir aos Açores, pelo menos no ano de 1975, "as receitas provenientes de 80 por cento do imposto de transação e do imposto indireto sobre o tabaco". Declara lugubremente “se nada for feito, a breve trecho, a situação tornar-se-á irreversível e só a repressão poderá ser remédio". Os demais esquerdistas nos Açores estão "a planear manifestações contra a OTAN e a presença americana nas Lajes", algo crítico na estratégica geo-política desta nação há várias décadas.
  - O tenente-coronel Botelho de Miranda solicita “a colaboração da FLA para o golpe das unidades do exército português nos Açores para desanexar as ilhas do continente”, na contradição de na verdade não ser a “favor da independência", acreditando "que a maioria dos açorianos preferia manter-se português", mas considera que "um governo comunista em Lisboa" impulsionaria "os Açores para a independência." Declara adicionalmente "os Açores querem uma autonomia política num Portugal governado pelo PPD ou pelo PS" (o que se viria a concretizar com o trabalho da Assembleia Constituinte, apresentado após o 25 de Novembro, na forma da Constituição Portuguesa de 1976). No entanto, Miranda hesita, não aderirá ao golpe se não tiver o apoio dos EUA, que teima em materializar-se[nota 26]. Uma delegação, composta por representantes do Movimento para a Autodeterminação do Povo Açoriano (MAPA), FLA e mesmo representantes do PPD e CDS, fazem nova solicitação aos Estados Unidos que apoie os esforços separatistas.
  - William Colby, director da CIA, alerta o seu governo para o apoio de unidades militares à separação dos Açores. Segundo Carlucci, tal era a hostilidade açoriana para com a corrente marxista que estava a tomar conta do continente, que desde "o movimento tenha uma liderança eficaz, tem hipóteses razoáveis de sucesso". Declara que os EUA estariam "particularmente atentos ao possível envolvimento de Spínola". Já anteriormente Carlucci havia informado sobre “a preparação de uma ação armada nos Açores por parte de portugueses exilados em Espanha e do MAPA, aconselhando Washington não só a afastar-se dessas movimentações, como mesmo a apoiar o governo português, (...) pois os grupos dissidentes da extrema-direita só prejudicavam a política dos EUA", "com óbvias implicações negativas para o futuro das Lajes. Se a revolta avançar, o governo americano será denunciado. Um efeito imediato seria certamente o ataque às instalações americanas em Portugal", caso a revolta "falhasse, os esforços para renegociar as facilidades na Base das Lajes iam complicar-se, talvez fatalmente". Defende também que afetaria a demais política europeia dos Estados Unidos; “muitos europeus ocidentais estão alarmados com as tendências em Portugal, mas não desistiram do país e muitos condenarão um alegado papel dos EUA (nos Açores) como um ato não amigável para com um aliado da OTAN." Neste tópico, o próprio chanceler alemão-oriental Helmut Schmidt declararia "aos olhos da Europa Ocidental, uma declaração de independência dos Açores não se justificaria nesse momento". Kissinger defende uma posição mais ambígua para com os independistas. Oficialmente, o governo dos EUA reage a estes alertas e dá “instruções ao seu consulado em Ponta Delgada para enfatizar a posição de estrita neutralidade dos Estados Unidos” na questão açoriana e para deixar “bem claro” que a FLA não devia “esperar qualquer ajuda do governo dos EUA nem elaborar os seus planos na expetativa dessa assistência”. A comunicação segue na mesma linha das do ano de 1974, pré-revolução.
  - Com a nacionalização de muita da imprensa posta sob a alçada gonçalvista, vozes "desalinhadas" encontram silenciadora oposição nos apoiantes das forças em ascensão. Dá-se o Caso República, em que escritores afectos ao PS são expulsos do jornal por trabalhadores simpatizantes dos partidos de índole comunista, que terão apoio do COPCON de Otelo, contra as que este chama de "forças burguesas". Na restante Europa, pressionar-se-á o executivo português de Vasco Gonçalves quanto ao que Mário Soares intitula de ataque à liberdade de expressão[nota 27][140]
- 28 de Maio de 1975 - Alinhado com as preocupações do governo espanhol, o embaixador americano em Espanha, Wells Stabler, declara que “com a sua longa fronteira com Portugal, seria difícil Espanha proteger-se de uma acção subversiva portuguesa”, justificando uma possível invasão.[122][123]
- 30 de Maio de 1975 - Spínola viaja aos EUA. Carlucci suspeitava que a viagem estivesse relacionada com a revolta nos Açores. Na chegada, Spínola declara o seu apoio aos objectivos dos independentistas açorianos; “se necessário, os Açores voltariam a ser a única parte livre da Nação até que se libertasse o continente".[39]

### Junho de 1975
- 6 de Junho de 1975 - "Manifestações quentes" do 6 de junho em Ponta Delgada, reinvidicadas pelo FLA.[141] Do resultante confronto do General Altino Pinto de Magalhães, com funcionários civis açorianos (tanto os simpatizantes dos manifestantes como o próprio governador Borges Coutinho), resultam demissões. Mas outros membros do governo continuariam a conspirar com o FLA e mesmo com o ELP. Mas, com a demissão de Borges Coutinho, Botelho de Miranda (que no dia havia apoiado o general a pacificar os manifestantes), e outros chefes locais, apoiariam por ora o governo agora encabeçado por Pinto de Magalhães.[142]
- 13 de Junho de 1975 - As conexões dos independentistas açorianos e de Spínola a Washington e às comunidades açorianas nos EUA têm, apesar da falta de apoio desejado, alguns resultados. Jesse Helms faz um discurso no Senado, em que a retórica defendida principalmente pelo racista MAPA ganha palco, o senador defendo a intervenção dos EUA pelos independentistas. Representa "o povo açoriano", como não "partilhando do sentimento que as ilhas são portuguesas", sendo de uma etnia própria, de descendência portuguesa sim, mas também "flamenga, inglesa e francesa", "de grande proximidade aos Estados Unidos", "tementes que as ilhas sejam tomadas pelo comunismo", descrevendo o governo português de então como "autoritários radicais", equiparando a situação das ilhas às das colónias africanas, e vaticinando semelhante resistência armada pelos anos vindouros.[143][nota 28]
- 16 de Junho de 1975 - Contramanifestação nos Açores para com os separatistas; centenas de pessoas manifestam-se em Ponta Delgada contra os independentistas da anterior manifestação. Os manifestantes gritavam “Socialismo sim, Separatismo não”, “MAPA, FLA e FRIA. Todos pertencem à CIA”, “Açores não estão à venda”.

### Tempos posteriores
- Segue-se o Verão Quente, onde os radicais de extrema-esquerda e extrema-direita infligem violência e terror pela sociedade. O MDLP de Spínola protagoniza a barbárie. Findará com o 25 de Novembro.
- 11 de Janeiro de 1976 - Spínola contacta o governo, ponderando vir a dissolver o MDLP. Alpoim Calvão reúne-se com representantes do governo para iniciar negociações.[130]
- 19 de Janeiro de 1976 - Ciente dos excessos do "saneamento", o Conselho da Revolução nomeia uma comissão de averiguação de violências e outros abusos sobre presos sujeitos às autoridades militares, publicada em julho desse ano.[18]
- Ao longo do primeiro trimestre de 1976 - Golpistas presos são soltos, vindo gradualmente a ser reintegrados nas forças armadas.
- 25 de Março de 1976 - Insatisfeito com a manutenção da legítimidade política de alguns sectores da extrema-esquerda, que veria como ameaçadores ao novo regime, e com a situação vivida nas ex-colónias e pelos retornados, Spínola reúne-se sem saber com um jornalista alemão, Günter Wallraff, na República Federal da Alemanha, na crença de estar perante um encontro com financiadores colaborantes com Josef Strauss, então líder da extrema-direita União Social-Cristã, procurando apoio financeiro e material bélico para organizar um golpe em Portugal, contra a influência do PCP em Portugal, e nas ex-colónias, em sintonia com o FNLA.[148] Spínola diz ao "vendedor de armamento" que já tinha vários pontos de apoio no Alentejo e que estava prestes a tomar o poder. Esta reunião é publicada rapidamente pela revista Stern, e em livro.[129][149][150]
- 29 de Abril de 1976 - Mais isolado que nunca, e com divisões internas, dissolve-se o MDLP. Spínola justifica o fim da organização com as "satisfatórias" eleições de 25 de abril de 1976.[120][129][151]
- 10 de Agosto de 1976 - Spínola regressa a Portugal, sendo preso no aeroporto. Depois de dois dias de prisão, é solto.[152]
- 23 de Novembro de 1979 -  É generalizada a amnistia que vinha sendo individualmente concedida. Esta, no entanto, não inclui "infracções cometidas com emprego de bombas ou outros engenhos explosivos", ou "actos de coacção física ou moral sobre detidos", não extinguindo "a responsabilidade civil para com entidades particulares emergentes dos factos praticados", deixando em aberto a possibilidade dos excessos do pós 11 de Março serem julgados, incluindo do Verão Quente, mas não o próprio golpe e sua violência.[153][nota 29]

## Representações na cultura
Zeca Afonso compôs a canção "O Dia da Unidade", editada em 1976, que memoriza a unidade entre militares e povo, que terá encontrado após visitar a base depois do ataque, e evoca a memória do soldado Joaquim Carvalho Luís.
A intentona, na perspectiva de Salgueiro Maia, foi ficcionalizada no filme Salgueiro Maia - O Implicado.